# 三硅酸镁
三硅酸镁五水合物，化学式Mg2Si3O8·5H2O。

## 性质
三硅酸镁是一种无臭、无味、无砂砾感的白色细粉，略有吸湿性，不溶于水、乙醇和乙醚，易受无机酸分解。

## 制备
泡花碱与硫酸镁经预处理后进行反应生成三硅酸镁沉淀，再经漂洗、过滤、干燥、粉碎得到三硅酸镁成品。
{\displaystyle {\rm {\ 2Na_{2}O\cdot 3SiO_{2}\cdot 5H_{2}O+2MgSO_{4}\rightarrow Mg_{2}Si_{3}O_{8}\cdot 5H_{2}O+}}}{\displaystyle {\rm {\ 2Na_{2}SO_{4}}}}

## 用途
三硅酸镁在医药上用于制抗酸药，能中和胃酸和保护溃疡面，作用缓慢而持久。